# Harald Madsen

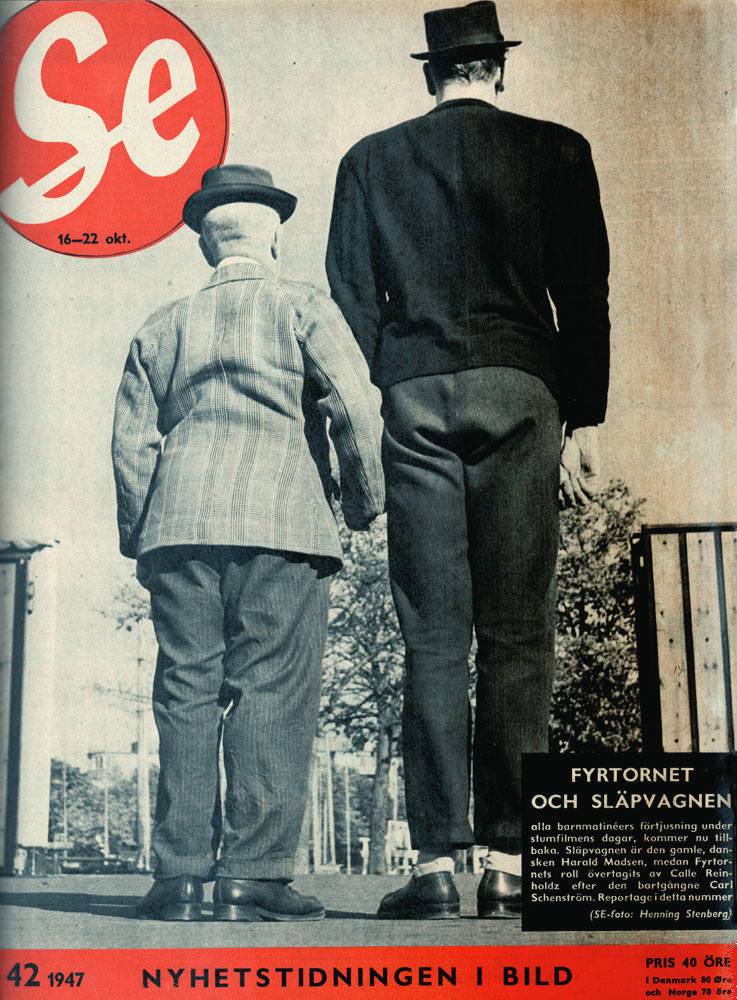
Watt en Halfwatt

De zeer kleine Deense acteur en komiek Harald Madsen was de helft van het komische duo "Fyrtaartet og Bivogen" dat in Nederland bekend werd als "Watt en Halfwatt". Hij werd in 1890 in Silkeborg geboren en stierf op 13 juli 1949 in Kopenhagen.